# Chrenów (obwód rówieński)
Chrenów (ukr. Хрінів) – wieś na Ukrainie, w obwodzie rówieńskim, w rejonie rówieńskim.
Do 2020 roku w rejonie ostrogskim.

## Zabytki
- dwór – pod koniec XIX w. w miejscowości znajdował się duży drewniany dwór z dwiema oficynami i z pięknym staropolskim ogrodem oraz oranżerią[1]. Należał do Kaszowskich. Opisany w Dziejach rezydencji.